# Vaterpol'nyj Klub Dinamo Moskva
La Dinamo Moskva (Dinamo Mosca in italiano) è una squadra di pallanuoto, parte dell'omonima polisportiva di Mosca.

## Storia
La storia della pallanuoto in URSS iniziò nel 1924, anno in cui si sono svolti i primi tornei sindacali tra le squadre di città, regioni e repubbliche. Solo nel 1937 si ebbe il primo campionato sovietico, nell'anno di apertura si ebbe la finale tra l'"Elektrik" di Leningrado (San Pietroburgo) e il Dinamo Mosca di Mosca.
Il titolo, nonché il primato di primo vincitore dell'URSS, spettò alla squadra di Leningrado ma a tale vittoria vennero imputati, dalla squadra sconfitta, vari errori arbitrali. 
In quegli anni i giocatori del VK Dinamo Mosca erano: Gorikov, Guild, Lebedev, Molchanov, Ushakov, Pushchinsky, Kazakov e Malin. 
Il primo grande successo moscovita arrivò nel 1949 quando la squadra vinse la Coppa dell'URSS. Il decisivo contributo alla vittoria fu dato dall'attaccante Peter Mshveniyradze, arrivato da Tbilisi. Il periodo d'oro della "Dinamo" di Mosca risale a metà degli anni '50, anni nei quali la squadra moscovita vinse sei titoli consecutivi (dal 1955 al 1962). Dal 1957 al 1962 la squadra moscovita non perse neanche un incontro, nel 1963 e nel 1968 disputò la finale di Coppa dei Campioni.
La nuova ondata di successi si ebbe a metà degli anni '80, quando la squadra divenne campione URSS tre volte di fila (1985-1987): in più vinse la Coppa dell'URSS due volte di seguito, nel 1985 vinse la Coppa delle Coppe e disputò nello stesso anno la finale di Supercoppa LEN; nel 1986 arrivò in finale di Coppa Campioni e nel 1989 nuovamente in finale di Coppa delle Coppe. Il team era composto da Grishin, Mshvenieradze, Ivanov, Mendygaliev, Riisman, Apanasenko, Voronin, Vdovin, Luzankov e Shcherderkinche che inoltre, erano parte della squadra Nazionale dell'URSS coon la quale vinsero i Giochi Olimpici, i Mondiali, la Coppa del Mondo e gli Europei.
Nel 1994 vinse il primo campionato russo della sua storia e fino al 2002 ne vinse altri sei, per un totale di sette campionati in meno di un decennio. Nel 2000 vinse la seconda Coppa delle Coppe della sua storia in finale contro la Florentia di Firenze.

## Rosa 2020-2021
| N° |                    | Ruolo | Giocatore          |
| -- | ------------------ | ----- | ------------------ |
|    | Russia (bandiera)  |       | Andrei Balakirev   |
|    | Russia (bandiera)  |       | Aleksei Bugaychuk  |
|    | Russia (bandiera)  |       | Vlaidslav Chuvilev |
|    | Russia (bandiera)  |       | Nikita Ekomazov    |
|    | Russia (bandiera)  |       | Daniil Ivannikov   |
|    | Georgia (bandiera) |       | Khvicha Jakhaia    |
|    | Russia (bandiera)  |       | Dinar Khairutdinov |
|    | Russia (bandiera)  |       | Ivan Koptsev       |
|    | Russia (bandiera)  |       | Daniil Krasnov     |
|    | Russia (bandiera)  |       | Pavel Kuzmenkov    |

| N° |                       | Ruolo | Giocatore         |
| -- | --------------------- | ----- | ----------------- |
|    | Russia (bandiera)     |       | Lev Magomaev      |
|    | Russia (bandiera)     |       | Nikolaj Maksimov  |
|    | Russia (bandiera)     |       | Iaroslav Nikolaev |
|    | Russia (bandiera)     |       | Nikita Romanov    |
|    | Uzbekistan (bandiera) |       | Kirill Rustamov   |
|    | Russia (bandiera)     |       | Ilya Shein        |
|    | Russia (bandiera)     |       | Roman Usov        |
|    | Russia (bandiera)     |       | Ivan Vasilev      |
|    | Russia (bandiera)     |       | Egor Vasilyev     |
|    | Russia (bandiera)     |       | Nikita Volkov     |

## Palmarès

### Trofei nazionali
- Campionato sovietico: 11

1955, 1957, 1958, 1960, 1961, 1962, 1968, 1969, 1985, 1986, 1987
- Campionato russo: 9

1994, 1995, 1996, 1998, 2000, 2001, 2002, 2018, 2019
- Coppa dell'URSS maschile: 5

1949, 1986, 1988, 1990, 1991
- Coppa di Russia maschile: 8

1994, 1995, 1996, 1997, 1999, 2016, 2018, 2019

### Trofei internazionali
- Coppa delle Coppe: 2

1985, 2000